# Abbaye de Boke
L'abbaye de Boke est une ancienne abbaye bénédictine à Delbrück, dans le Land de Rhénanie-du-Nord-Westphalie et l'archidiocèse de Paderborn.

## Histoire
En 836, l'évêque Badurad de Paderborn aurait organisé le transfert des reliques de Landelin de l'abbaye de Crespin à Boke. Boke devient un bastion du christianisme dans la Saxe récemment convertie.
En 1101, le comte Erpo von Padberg et sa femme Beatrix von Itter, avec l'appui de l'évêque Heinrich von Werl, fondent un monastère bénédictin sur les os du saint, dont la présence à Boke est mentionnée pour la première fois dans la charte de la fondation. Le monastère est la propriété de Béatrix et reçot de ses vastes propriétés dans la région de Boke, qu'elle a reçues en dot et par succession de sa famille. Erpo fournit également au nouveau monastère une quantité considérable de possessions propres.
Les travaux de construction sont arrêtés en 1104. La cause est un différend héréditaire amer après la mort sans enfant de la fondatrice Beatrix. Ses frères de la maison d'Itter revendiquent leur héritage à Boke et refusent de laisser les propriétés au nouveau monastère. Le conflit se termine quand l'abbaye de Boke est dissoute en 1104 et que la propriété d'Erpo est remise à Flechtdorf qui est géré par l'abbaye Saints-Pierre-et-Paul de Paderborn. La plus grande partie des reliques de Landelin est apportée à la nouvelle abbaye de Flechtdorf. Une seule relique de bras reste à Boke.